# Distrito de Łosice
El Distrito de Łosice (en Polaco: powiat łosicki) es una unidad de administración y gobierno local en el Voivodato de Mazovia, en el centro-oriente de Polonia. Se formó el 1 de enero de 1999, como resultado de las reformas del gobierno local polaco aprobadas en 1998. Su sede administrativa y única ciudad es Łosice, que se encuentra a 118 kilómetros (73 millas) al este de Varsovia. El distrito cubre un área de 771,77 kilómetros cuadrados (298,0 millas cuadradas). A partir de 2019, su población total es de 30 395 habitantes, de los cuales la población de Łosice es de 7049 h y la población rural es de 23 846 h.

## Distritos vecinos
El Distrito de Łosice limita con el Distrito de Siemiatycze al norte, el Distrito de Biała Podlaska al sureste y el Distrito de Siedlce al oeste.

## División administrativa
El distrito se subdivide en seis gminas (una urbana-rural y cinco rurales). Estos se enumeran en la siguiente tabla, en orden descendente de población.
| Gmina               | Tipo         | Superficie (km²) | Población (2019) | Sede          |
| Gmina Łosice        | urbano-rural | 121.2            | 10,815           | Łosice        |
| Gmina Sarnaki       | rural        | 197.3            | 4,673            | Sarnaki       |
| Gmina Platerów      | rural        | 129.0            | 4,851            | Platerów      |
| Gmina Stara Kornica | rural        | 119.3            | 4,781            | Stara Kornica |
| Gmina Olszanka      | rural        | 87.3             | 2,961            | Olszanka      |
| Gmina Huszlew       | rural        | 117.6            | 2,814            | Huszlew       |